# Copiii uraniului
Copiii uraniului este un film românesc din 2009 regizat de Adina Popescu Iulian Ghervas.